# Emil Hartmann
Emil Hartmann (Copenhaguen, Dinamarca, 1 de febrer de 1836 - 18 de juliol de 1898) fou un compositor danès.
Fou deixeble del seu pare Peter Hartmann (1805-1900) i del seu cunyat Gade (1817-1890). Més tard freqüentà les aules universitàries, i acabats els estudis en aquestes, es dedicà per complet a la música.
El 1891 (després d'haver desenvolupat el càrrec d'organista en diverses esglésies) succeí a Gade en el càrrec de director de l'Associació Musical de Copenhaguen.
Ja el 1855 havia estrenat amb èxit al teatre Reial un ballet, Fjeldstuden, i després dues òperes (Die Erlenmädchen, 1867, i Die Korsikaner, 1873). A aquests treballs li seguiren l'òpera Runezauber, estrenada a Dresden el 1896.
Hartmann com el seu pare, figura entre els primers compositors nacionals nòrdics. Entre les seves nombroses produccions, cal citar:
- Nordische Volkstänze für Orchester,
- Eine nordische Heerfahät, obertura,
- Skandinavische Volksmusik, obertura
- Lieder und Weisen im nordischen Volkston, obertura,
- un Concert per a violoncel,
- un Concert per a violí,
- Winter und Lenz, etc.